# إندونيسيا والأمم المتحدة
إندونيسيا والأمم المتحدة أصبحت إندونيسيا رسميًا العضو الستين في الأمم المتحدة في 29 سبتمبر 1950، وفقًا لقرار مجلس الأمن التابع للأمم المتحدة رقم 86 قبل يومين، وقرار الجمعية العامة للأمم المتحدة رقم A/RES/491 بشأن «قبول عضوية جمهورية إندونيسيا في الأمم المتحدة»، بعد أقل من عام من الاستقلال عن هولندا في مؤتمر المائدة المستديرة الهولندي الإندونيسي في لاهاي (23 أغسطس - 2 نوفمبر 1949).

## التمثيل الدبلوماسي
إندونيسيا لديها بعثتان دبلوماسيتان دائمتان لدى الأمم المتحدة في مدينة نيويورك وجنيف. يرأس هذه البعثات ممثل دائم وسفير. عينت حكومة جمهورية إندونيسيا لامبرتوس نيكوديموس بالار كأول ممثل دائم للأمم المتحدة. لعب بالار دورًا رئيسيًا في الجهود المبذولة للاعتراف الدولي باستقلال إندونيسيا في وقت النزاع مع هولندا في عام 1947، ودافع عن سيادة إندونيسيا في الأمم المتحدة كمراقب للمنظمة. خلال حديثه في دورة الجمعية العامة للأمم المتحدة في عام 1950، شكر السفير بالار جميع مؤيدي سيادة إندونيسيا وتعهد بأن بلاده ستنفذ التزاماتها كعضو في الأمم المتحدة.
تتمثل مسؤولية البعثة الإندونيسية في تمثيل المصالح الإندونيسية في الأمم المتحدة بما في ذلك الأمن الدولي ونزع السلاح وحقوق الإنسان والشؤون الإنسانية والبيئة والعمل والتعاون الاقتصادي الدولي والتنمية والتجارة الدولية والتعاون بين الجنوب والجنوب ونقل التكنولوجيا والملكية الفكرية الحقوق والاتصالات والصحة والأرصاد الجوية.

## الانسحاب عام 1965
خلال المواجهة بين إندونيسيا وماليزيا عام 1965، واستجابة لانتخاب ماليزيا كعضو غير دائم في مجلس الأمن التابع للأمم المتحدة، قررت إندونيسيا الانسحاب من الأمم المتحدة. (لم تنسحب إندونيسيا من الأمم المتحدة ولكنها أبلغت الأمين العام يو ثانت أنها ستعلق مشاركتها) ثم أنشأ الرئيس الإندونيسي سوكارنو منافسًا للأمم المتحدة يدعى مؤتمر القوى الناشئة الجديدة. في برقية مؤرخة 19 سبتمبر 1966 بعد تولي الجنرال سوهارتو وبحكم الواقع سيطرته الفعلية على الحكومة، أخطرت إندونيسيا الأمين العام بقرارها «باستئناف التعاون الكامل مع الأمم المتحدة واستئناف المشاركة في أنشطتها بدءاً من الدورة الحادية والعشرون للجمعية العامة». في 28 سبتمبر 1966 أحاطت الجمعية العامة للأمم المتحدة علما بقرار حكومة إندونيسيا، ودعا رئيس الجمعية العامة ممثلو إندونيسيا إلى شغل مقاعدهم في الجمعية.

## الأنشطة

### الجمعية العامة للأمم المتحدة
أصبحت إندونيسيا عضوًا في الجمعية العامة للأمم المتحدة في عام 1951. تم انتخاب إندونيسيا ذات مرة لتتولى منصب رئيس الجمعية العامة للأمم المتحدة في عام 1971 ومثلها آدم مالك، الذي ترأس الدورة السادسة والعشرين للجمعية العامة للأمم المتحدة. كان الممثل الثاني من آسيا لرئاسة الجمعية العالمية، بعد الدكتور كارلوس بينا رومولو من الفلبين.

### مجلس الأمن الدولي
تم انتخاب إندونيسيا أربع مرات كعضو غير دائم في مجلس الأمن الدولي. تم انتخاب إندونيسيا لأول مرة لفترة 1974-1975. ثم انتخابها للمرة الثانية في 1995-1996 وللمرة الثالثة في 2007-2008، عندما تم انتخاب إندونيسيا بـ 158 صوتًا من أصل 192 دولة عضو لها الحق في التصويت في الجمعية العامة للأمم المتحدة. في يونيو 2018 تم انتخاب إندونيسيا بأغلبية 144 صوتًا من أصل 192 دولة عضو خلال الدورة 72 للجمعية العامة للأمم المتحدة.

### المجلس الاقتصادي والاجتماعي
عملت إندونيسيا كعضو في المجلس الاقتصادي والاجتماعي لفترات 1956-1958 و1969-1971 و1974-1975 و1979-1981 و1984-1986 و19891 و1989-1996 و1994-2001 و2004 و2006 و2007 و2009 و2012-14. انتخبت إندونيسيا مرتين وشغلت منصب رئيس المجلس الاقتصادي والاجتماعي في عامي 1970 و2000، وانتُخبت لمنصب نائب رئيس المجلس الاقتصادي والاجتماعي في 1969 و1999 و2012. خلال فترة 2012–14 تم اختيار إندونيسيا لعضوية المجلس الاقتصادي والاجتماعي، وفازت بأكبر دعم من أي بلد آسيوي في الانتخابات بالاقتراع السري الذي جرى خلال الجلسة العامة للجمعية العامة للأمم المتحدة في 24 أكتوبر 2011 في نيويورك.

### مجلس حقوق الإنسان
تم انتخاب إندونيسيا ثلاث مرات كعضو في مجلس حقوق الإنسان التابع للأمم المتحدة منذ تشكيل المجلس في عام 2006. عملت إندونيسيا كعضو فيها خلال فترات 2006-2007 و2007-2010 و2011-2011. كانت إندونيسيا ذات يوم تشغل منصب نائب رئيس مجلس حقوق الإنسان التابع للأمم المتحدة للفترة 2009-2010، ويمثلها السفير ديان تريانسياه جاني.